# Villeneuve-sur-Vère
 Villeneuve-sur-Vère  es una población y comuna francesa, ubicada en la región de Mediodía-Pirineos, departamento de Tarn, en el distrito de Albi y cantón de Albi-Nord-Ouest.

## Demografía
| 409 | 357 | 361 | 366 | 351 | 363 |
| Para los censos de 1962 a 1999 la población legal corresponde a la población sin duplicidades (Fuente: INSEE [Consultar]) |     |     |     |     |     |